# Pont Internacional Tancredo Neves
El Pont Internacional Tancredo Neves, també conegut com a Pont Internacional de la Fraternitat, és un pont sobre el riu Iguaçú, al començament de la ruta brasilera BR 469, unint les ciutats de Foz do Iguaçu (al Brasil) amb Puerto Iguazú (a l'Argentina).

## Descripció
Va ser inaugurat el 29 de novembre de 1985 amb el nom de Puente Internacional Tancredo Neves, en honor al president electe Tancredo Neves, qui va morir abans d'assumir el càrrec aquell mateix any.
Posseeix dues direccions per al trànsit i també dues zones exclusives per al pas de vianants, a més d'un complex addicional de 2500 m² de superfície en cada costat, on es troben els serveis de duana, policia, sanitaris i informació turística.
Amb un accés de 2 km pel costat brasiler i 3 km pel costat argentí, la seva extensió és de 489 m i té una llum lliure de més de 220 m en la seva obertura central, sent únic en el seu gènere en el món. Mesura 16,50 metres d'ample i 72 metres d'alt.
La superestructura de formigó pretesat i altura variable, va ser construïda per volades successives a partir de les piles, que estan fundades en 20 pilots d'1,8 m de diàmetre encastats 4 m en roca sana.

## Dades històriques
- 1972: signatura d'un Tractat d'Intenció entre Alejandro Lanusse (president de facto de l'Argentina) i Emílio Garrastazu Médici, (president de facto del Brasil), per a la construcció del pont.
- 1979: reunió mantinguda a Foz do Iguaçu per autoritats i empresaris d'aquesta ciutat i Puerto Iguazú, amb l'objectiu de formar una comissió pro-constructora del pont.
- 1980: creació de la Comissió Mixta Brasiler-Argentina a la Ciutat de Buenos Aires, per a la construcció del pont.
- 1982: després de diversos estudis fets respecte a l'obra, va ser signat el contracte, amb un gran nombre de tècnics i autoritats del Brasil i l'Argentina.
- 1983: cerimònia de llançament de la pedra fonamental del pont sobre el riu Iguazú, realitzada pels exdictadors João Baptista de Oliveira Figueiredo (del Brasil) i Reynaldo Bignone (de l'Argentina). En la mateixa data va ser expedida una ordre de servei de construcció del pont, per un consorci d'empreses.
- 1985 (29 de novembre): inauguració del pont Tancredo Neves, pels presidents José Sarney (del Brasil) i Raúl Alfonsín (de l'Argentina).